# كلوديا بتراتشي
كلوديا بتراتشي (من مواليد 9 مارس 1966) هي لاعبة كرة لينة إيطالية شاركت في دورة الألعاب الأولمبية الصيفية لعام 2000 . 